# Contratto a titolo gratuito
Il contratto a titolo gratuito è quel contratto nel quale una parte, a fronte della propria prestazione, non ottiene dall'altra parte un vantaggio economico, finanziario o patrimoniale significativo.
Esso, pertanto, si contrappone al contratto a titolo oneroso.

## Caratteristiche dell'istituto
Nei contratti a titolo oneroso:
- La prestazione e la controprestazione sono perfettamente equivalenti o, almeno, così sono considerate dalle parti nella loro autonomia negoziale (ricorrendo tale ipotesi, si dice che le due prestazioni sono legate da nesso sinallagmatico), oppure
- Una parte rende una prestazione alla quale corrisponde una controprestazione non sinallagmatica, ma che comunque produce un vantaggio economico, finanziario o patrimoniale significativo.

Esempi di contratto a titolo oneroso con relazione di sinallagmaticità tra le prestazioni sono la vendita, l'appalto, la somministrazione, la permuta, la locazione e, più in generale, tutti quei contratti nei quali il legislatore pone prestazione e controprestazione su un piano di parità.
Esempi di contratti a titolo oneroso privi di sinallagma tra prestazione e controprestazione sono la dazione di ipoteca in favore del creditore, il quale, a fronte della garanzia reale ricevuta, concede una dilazione nel pagamento del debito o una qualche altra utilità economica, patrimoniale o finanziaria significativa (ad es.: la riduzione del tasso di interesse).
Esempi di contratto a titolo gratuito sono la dazione di ipoteca a favore del creditore, il quale, a fronte della garanzia reale ricevuta, non concede al debitore alcun vantaggio economico, patrimoniale o finanziario, ovvero gliene concede uno sostanzialmente privo di significato economico (ad es.: dilazione nel pagamento assolutamente irrisoria, riduzione sostanzialmente ininfluente del tasso di interesse, la costituzione di un fondo patrimoniale, ecc...). Questi contratti sono visti con sfavore dall'ordinamento, tanto che possono essere attaccati mediante l'azione revocatoria ordinaria o, nel caso di fallimento del disponente, mediante l'azione revocatoria fallimentare.
I contratti a titolo gratuito non vanno confusi con i contratti che hanno causa di liberalità: questi ultimi sono caratterizzati dalla volontà di una parte di arricchire l'altra, senza ricevere alcuna prestazione in cambio.
Esempio tipico è la donazione, con la quale il donante vuole trasferire nel patrimonio del donatario un bene o, comunque, una qualche utilità, ma senza ricevere nulla in cambio.
Più in generale, si dovrebbe parlare non di contratti a titolo oneroso o gratuito, ma di atti (giuridici) a titolo oneroso. Nel concetto più vasto di atto giuridico rientra ovviamente anche il contratto.
Facendo riferimento agli atti (anziché ai contratti), si può tracciare il seguente schema che può servire a comprendere la distinzione:
1. Atti di liberalità: il disponente vuole arricchire l'altra parte per spirito di liberalità e senza ricevere nulla in cambio;

1. Atti a titolo gratuito: il disponente si determina a compiere l'atto non per spirito di liberalità; nei fatti egli riceve una controprestazione, ma essa non è legata alla prestazione del disponente da nesso sinallagmatico e non è significativa sotto il profilo patrimoniale, economico o finanziario;

1. Atti a titolo oneroso: il disponente riceve una controprestazione, che, pur non essendo legata alla prestazione da nesso sinallagmatico, ha - comunque - un rilievo economico, patrimoniale o finanziario;

1. Atti caratterizzati da vincolo sinallagmatico: il disponente riceve una controprestazione che, per legge o per l'autonomia negoziale delle parti, è considerata economicamente equivalente alla sua prestazione.